# Портер Тауншип (округ Гантінгдон, Пенсільванія)
Портер Тауншип (англ. Porter Township) — селище (англ. township) в США, в окрузі Гантінгдон штату Пенсільванія. Населення — 1904 особи (2020).

## Демографія
Згідно з переписом 2010 року, у селищі мешкало 1968 осіб у 819 домогосподарствах у складі 583 родин. Було 933 помешкання
Расовий склад населення:
| - 98,5 % — білих - 0,3 % — корінних американців - 0,1 % — чорних або афроамериканців - 0,1 % — азіатів |

До двох чи більше рас належало 1,1 %. Частка іспаномовних становила 1,3 % від усіх жителів.
За віковим діапазоном населення розподілялося таким чином: 20,5 % — особи молодші 18 років, 61,9 % — особи у віці 18—64 років, 17,6 % — особи у віці 65 років та старші. Медіана віку мешканця становила 46,2 року. На 100 осіб жіночої статі у селищі припадало 100,2 чоловіків;  на 100 жінок у віці від 18 років та старших — 96,7 чоловіків також старших 18 років.
Середній дохід на одне домашнє господарство  становив 57 094 долари США (медіана — 48 304), а середній дохід на одну сім'ю — 65 274 долари (медіана — 60 859). Медіана доходів становила 40 592 долари для чоловіків та 31 111 долар для жінок. За межею бідності перебувало 9,8 % осіб, у тому числі 17,9 % дітей у віці до 18 років та 10,0 % осіб у віці 65 років та старших.
Цивільне працевлаштоване населення становило 987 осіб. Основні галузі зайнятості: освіта, охорона здоров'я та соціальна допомога — 22,0 %, роздрібна торгівля — 12,6 %, виробництво — 11,8 %, будівництво — 11,6 %.